# Відкритий чемпіонат Австралії з тенісу 2019
Відкритий чемпіонат Австралії з тенісу 2019 — тенісний турнір найвищого рівня, що проходив між 14 січня та 27 січня 2019 року на кортах Мельбурн-Парку в Мельбурні, Австралія. Це був 107-й чемпіонат Австралії з тенісу, 50-й з початку відкритої ери,  перший турнір Великого шолома у 2019 році. Турнір входив до програм ATP та WTA турів. Спонсором турніру була Kia.

## Огляд подій та досягнень

### До початку турніру
Уперше на чемпіонаті Австралії було введено тай-брейк у завершальному сеті. За рахунку 6-6 того із супротивників, хто першим набере 10 очок і матиме перевагу принаймні у два очки, оголошували переможцем. 
У чоловічому турнірі у спекотні дні було запроваджено 10-хвилинну перерву після третього сету.

### Результати й досягнення
Серед чоловіків переміг серб Новак Джокович, для якого це були сьомий титул чемпіона Австралії і 15-та перемога в мейджорах загалом. 
В одиночному розряді серед жінок перемогла японка Наомі Осака. Це для неї другий титул Великого шолома й другий поспіль. Одночасно вона  здобула право називатися першою ракеткою світу. 
Переможці парного турніру серед чоловіків, французи П'єр-Юг Ербер та  Ніколя Маю, виграли свій четвертий мейджор і завершили кар'єрний великий шолом.  
У змаганні жіночих пар переміг китайсько-австралійський дует Чжан Шуай / Саманта Стосур. Для Чжан це перша перемога в турнірі Великого шолома, Стосур виграла мейджор вчетверте, втретє в парному розряді, але на австралійській землі вона ще не перемагала.
У міксті перемогу здобула чесько-американська пара Барбора Крейчикова / Раджив Рем. Для Крейчикової це третій титул Великого шолома, але перший у міксті. Для Рема це перший титул Великого шолома в кар'єрі.

## Результати фінальних матчів

### Дорослі
| Одиночний розряд. Чоловіки (Детальніше) |                                 |                |
| Новак Джокович                          | Рафаель Надаль                  | 6-3, 6-2, 6-3  |
|                                         |                                 |                |
| Одиночний розряд. Жінки (Детальніше)    |                                 |                |
| Наомі Осака                             | Петра Квітова                   | 7-62, 5-7, 6-4 |
|                                         |                                 |                |
| Парний розряд. Чоловіки (Детальніше)    |                                 |                |
| П'єр-Юг Ербер Ніколя Маю                | Генрі Контінен Джон Пірс        | 6-4, 77-61     |
|                                         |                                 |                |
| Парний розряд. Жінки (Детальніше)       |                                 |                |
| Чжан Шуай Саманта Стосур                | Тімеа Бабош Крістіна Младенович | 6-3, 6-4       |
|                                         |                                 |                |
| Мікст (Детальніше)                      |                                 |                |
| Барбора Крейчикова Раджив Рем           | Астра Шарма Джон-Патрік Сміт    | 7-63, 6-1      |
|                                         |                                 |                |

### Юніори
| Одиночний розряд. Хлопці       |                            |                   |
| Лоренцо Музетті                | Еміліо Нава                | 4-6, 6–2, 714-612 |
|                                |                            |                   |
| Одиночний розряд. Дівчата      |                            |                   |
| Клара Таусон                   | Лейла Анні Фернандес       | 6–4, 6–3          |
|                                |                            |                   |
| Парний розряд. Хлопці          |                            |                   |
| Йонаш Форейтек Далібор Сврчина | Кеннон Кінгслі Еміліо Нава | 7-65, 6-4         |
|                                |                            |                   |
| Парний розряд. Дівчата         |                            |                   |
| Нацумі Кавагуті Адрієнн Надь   | Клое Бек Емма Наваро       | 6-4, 6-4          |
|                                |                            |                   |